# 石紋高原鰍
石紋高原鰍（學名：Triplophysa marmorata）為輻鰭魚綱鯉形目條鰍科高原鰍屬的其中一種。分布於亞洲印度喀什米爾湖區及印度河流域，體長可達8公分，棲息在底層水域，生活習性不明。

## 扩展阅读
維基物種上的相關：石紋高原鰍